# Mount Terra Nova
Mount Terra Nova ist ein 2130 m hoher und erloschener Schichtvulkan im Zentrum der ostantarktischen Ross-Insel. Er liegt zwischen dem westlich gelegenen Mount Erebus und Mount Terror im Osten.
Teilnehmer der britischen Discovery-Expedition (1901–1904) kartierten ihn und benannten den Berg nach der Terra Nova, eines der beiden Rettungsschiffe der Forschungsreise und späteres Forschungsschiff bei der Terra-Nova-Expedition (1910–1913).